# Thoon
Thoon is een geslacht van vlinders van de familie dikkopjes (Hesperiidae), uit de onderfamilie Hesperiinae.

## Soorten
- T. aethus (Hayward, 1950)
- T. canta Evans, 1955
- T. circellata (Plötz, 1882)
- T. dubia (Bell, 1932)
- T. maritza Nicolay, 1980
- T. modius (Mabille, 1889)
- T. ponka Evans, 1955
- T. ranka Evans, 1955
- T. slopa Evans, 1955
- T. taxes Godman, 1900
- T. wellingi Freeman, 1968
- T. yesta Evans, 1955